# Ammannia crassicaulis
Ammannia crassicaulis är en fackelblomsväxtart som beskrevs av Jean Baptiste Antoine Guillemin och Perr.. Ammannia crassicaulis ingår i släktet Ammannia och familjen fackelblomsväxter. Inga underarter finns listade i Catalogue of Life.